# William Forsythe
William Forsythe (Nova Iorque, 30 de dezembro de 1949) é um dançarino e coreógrafo estadunidense. Reside em Dresden, na Saxônia, e é conhecido internacionalmente pelo seu trabalho com o Ballet de Frankfurt e pela reorientação que deu ao balé clássico.
Forsythe tem sido escolhido inúmeras vezes como o "Coreógrafo do Ano" pelos críticos internacionais. 

## Prêmios
Ele e sua companhia receberam os seguintes prêmios:
- The Bessies (1988, 1998, 2004)
- Laurence Olivier Award (1992, 1999),
- Commandeur des Arts et Lettres (1999)
- Cruz Alemã pelos serviços destacados (1997)
- Wexner Prize (2002).
- Dance Magazine Award (2003)